# Công nghệ văn hóa
Công nghệ văn hoá (Hangul: 문화콘텐츠기술; tiếng Anh: Cultural Technology; viết tắt là CT) là một khái niệm được phổ biến bởi Lee Soo-man, người sáng lập công ty quản lý tài năng và hãng thu âm Hàn Quốc SM Entertainment. Đó là một quy trình 3 bước để xuất khẩu K-pop ra nước ngoài như một phần của Làn sóng Hàn Quốc.

## Nền tảng
Trong một bài phát biểu tại Trường Đại học Kinh doanh Stanford vào năm 2011, Lee Soo-man tuyên bố rằng ông đề ra khái niệm "Công nghệ văn hoá" khoảng mười bốn năm trước, khi công ty SM quyết định khởi động các nghệ sĩ và nội dung văn hoá của mình xuyên khắp châu Á. Ông cũng đề cập rằng mặc dù thời đại của công nghệ thông tin đã chi phối hầu khắp những năm 1990 nhưng ông dự đoán rằng thời đại của "Công nghệ văn hoá" sẽ tiếp bước ngay sau đó.

## Quy trình 3 bước

### Quy trình đào tạo
Tìm kiếm các thực tập sinh/học viên thông qua các buổi thử giọng toàn cầu.

### Cộng tác quốc tế
Mở rộng sự hiện diện của các ca sĩ, nhóm nhạc K-pop ở các thị trường âm nhạc hải ngoại bằng cách hợp tác với các công ty giải trí nước ngoài và tổ chức các buổi hòa nhạc có hiệu ứng ảo bên ngoài lãnh thổ Hàn Quốc.

### Liên doanh
Sử dụng các nhạc sĩ, nhà sản xuất và biên đạo múa của những công ty nước ngoài đó cho các ca khúc nhất định để phát triển văn hóa vượt xa hơn.